# Strom významnosti
Strom významnosti je normativní metoda analýzy systémů nebo procesů, ve kterých je možné identifikovat rozdílné úrovně komplexnosti nebo hierarchie. Má podobu rozvětvujícího se víceúrovňového grafu. Na začátku jsou zadány budoucí potřeby nebo cíle a na jejich základě jsou identifikovány okolnosti, opatření, technologie aj., potřebné k jejich dosažení.
Metoda stromu významnosti je analytická technika členící široké téma do stále užších dílčích podtémat, které zaznamenává ve formě stromového diagramu. Výsledkem je obrazová prezentace s hierarchickou strukturou, která nabízí členění do stále detailnějších úrovní a zvýrazňuje různé aspekty problému nebo již nabízených řešení.

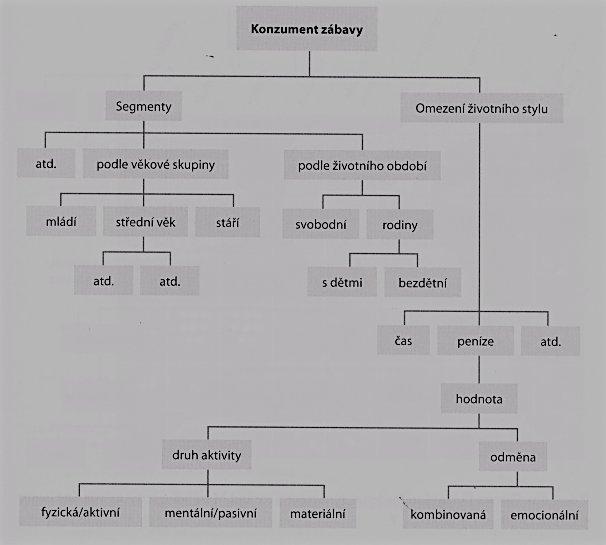
Příklad jednoduchého stromu významnosti z pohledu Konzumentů

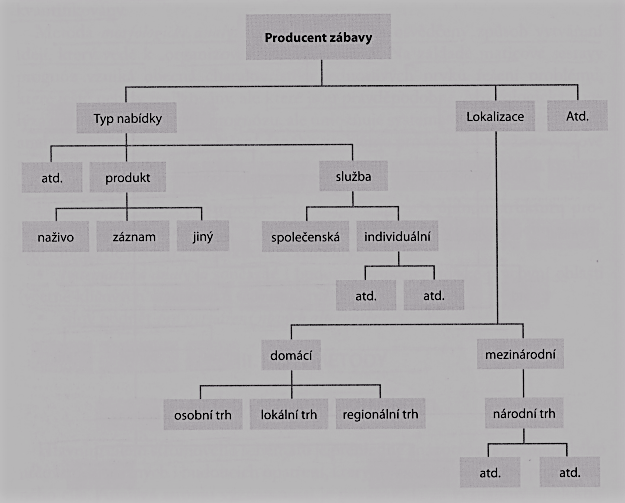
Příklad jednoduchého stromu významnosti sz pohledu Producentů

## Historie
Metoda pochází z roku 1957, kdy ji navrhl americký profesor C. W. Churchman. Pro první praktické využití zvolila strom významnosti jako první firma Honeywell v roce 1963 při ověřování funkce prognostického nástroje PATTERN.

## Popis metody
Metoda stromu významnosti je postup založený na rozvětvujícím se schématu, jehož pomocí jsou řazeny a kvantitativně hodnoceny relativní významnosti prognózovaných událostí vzhledem k jejich podílu na uskutečňování obecného cíle. Větve diagramu představují rozhodovací úrovně, na kterých lze vypozorovat alternativní způsoby řešení problému a dosáhnutí cíle.
Hierarchie stromu významnosti začíná s vysokou mírou abstrakce a s postupováním směrem dolů po jednotlivých úrovních roste míra detailnosti. Položky na stejné úrovni by měly být posuzovány ze „stejného bodu pohledu“, stejně tak na jedné úrovni všechny položky spolu charakterizují položku na úrovni vyšší. Cílem této metody je dovést analýzu na tak detailní úroveň, kdy jsou zahrnuté položky či problémy jasně a dostatečně kvantifikovány.
Kromě toho je strom významnosti charakterizován tím, že větvení uzlu musí vytvářet uzavřenou množinu všech možností větvení a že by se žádné dvě větve stromu neměly svým významem nebo obsahem překrývat.

## Postup metody
Postup metody stromu významnosti lze rozdělit do 5 základních kroků:
1. Formulování či definice samotného problému
2. Vytyčení obecného cíle a identifikace potřeb či možností k jeho dosažení
3. Konstrukce s.v. jen pro několik úrovní řízení, jejichž kombinace budou obsahovat všechna možná řešení
4. Určení významnosti každé položky jako podklad pro rozhodování
5. Analýza nejlepších postupů při zvážení dostupných možností

### Systém PATTERN
U každé položky stromu významnosti je možné specifikovat její důležitost a relevantnost. Toho se dosahuje ohodnocením každé z položek číslem od 0 do 1 (např. 0,6). Součet těchto ocenění pak musí na každé jednotlivé větvi stromu dosahovat přesně 1. Pro určení nejúčinnější metody je pak nutné spočítat „absolutní číslo významnosti“ C, které získáme součinem všech hodnot položek při postupování od shora stromu dolů. Nejúčinnější pak bude „cesta“ s nejvyšším součinem předem oklasifikovaných hodnot.

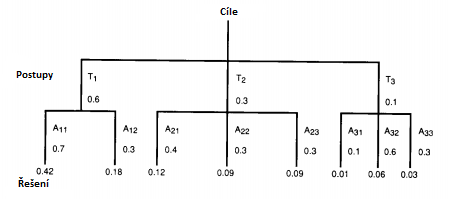
Příklad jednoduchého stromu významnosti s vyhodnocením několika základních větví

## Užití
Metoda stromu významnosti je vhodná pro jednoznačně definovatelné vztahy mezi cíli a prostředky. Lze ji tedy použít k identifikaci problémů a řešení, následné volby optimálního řešení a k dedukci účinnosti některých ustanovení, technologických vynálezů apod. V oblastech jako sociální vývoj, základní výzkum apod., tedy s relativně vysokou neurčitostí a komplexností cílů, má metoda smysl pouze jako orientační ukazatel souvislostí.
Úkolem stromu významnosti je pak nalézt odpovědi na položené otázky, jako např. „Kterým směrem se budou ubírat společenské potřeby?“ či „Jaké změny se musí provést, aby vývoj nabídky kopíroval poptávku?“.

### Silné stránky
Metoda poskytuje nové způsoby pohlížení na věc, jelikož je materiál prezentován novým způsobem přinášejícím širší pochopení problému. Rozbor identifikovaných témat lze provést novými a přehlednými způsoby. Dále lze jednoduše analyzovat velké množství dat a jejich různých kombinací. V neposlední řadě tato metoda poskytuje systematickou analýzu vytvořených struktur systému a identifikuje jejich klíčové nedostatky.

### Slabé stránky
Metoda může vést k přílišné komplexnosti a nadměrně velkému množství kombinací či možností, což se může stát překážkou nalezení jejich optimálního využití. Tato metoda také vyžaduje kritický úsudek, tedy závisí na odbornosti a kompetenci osob, které strom sestavují a je tedy náchylná na chybu lidského faktoru.